# Fažana

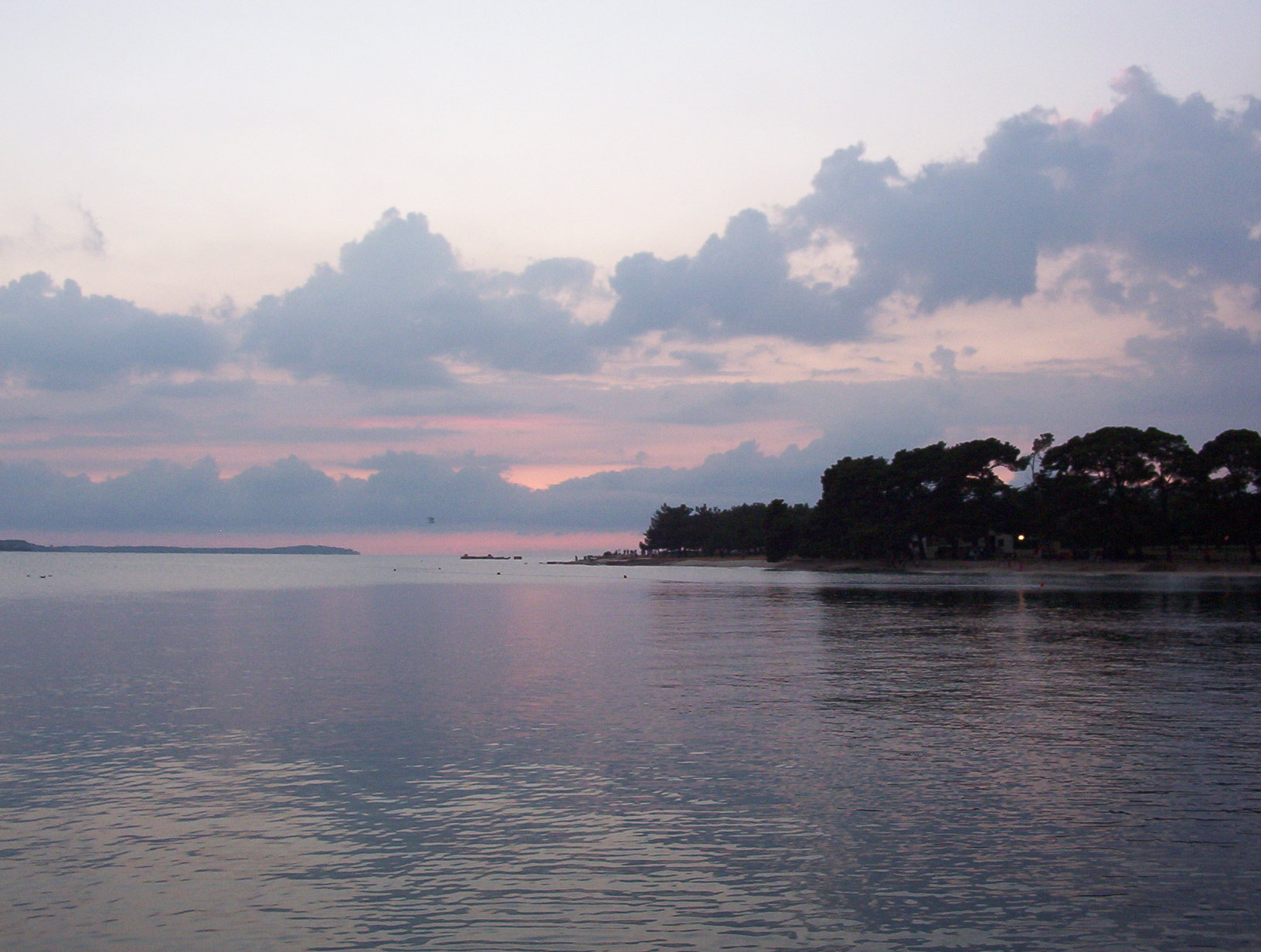
Fažana.

Fažana (italienska: Fasana, tyska: Wazan) är en stad utanför Pula i landsdelen Istrien i Kroatien. Staden ligger i Istriens län och har drygt 3 000 invånare.